# Trzmielec żółty
Trzmielec żółty (Bombus campestris) – gatunek pszczoły. 

## Wygląd
W występującym w większości Europy podgatunku nominatywnym włosienie u obu płci żółto-czarne, proporcje żółtego i czarnego ubarwienia zmienne, zdarzają się osobniki z udziałem czerwonych włosków lub całkowicie czarne. Długość ciała u samic 1,7–2 cm, samców 1,2–1,6 cm.

## Biologia
Gatunek pasożytniczy (pasożyt społeczny) - samice nie tworzą kolonii, ale przejmują kolonie trzmieli i składają w nich własne jaja. Gospodarzem jest głównie trzmiel rudy, rzadziej kamiennik, łąkowy, różnobarwny, paskowany (B. subterraneus), szary (B. veteranus), ogrodowy, żółty, zmienny oraz rdzawoodwłokowy (B. pomorum). Gatunek polilektyczny, ważną rolę jako rośliny pokarmowe pełnią m.in. ostrożenie. Samce w poszukiwaniu partnerek wykonują loty patrolowe nisko nad ziemią.